# Gueule d'atmosphère

Gueule d'atmosphère est un court métrage français réalisé par Olivier Péray et sorti en 1993.

## Synopsis
Un gardien du Musée du Louvre découvre durant une ronde de nuit que la Joconde est victime d'un phénomène étrange.

## Fiche technique
- Réalisation : Olivier Péray
- Scénario : Olivier Péray
- Production :  K'Ien Productions, Palmyre Productions
- Directeur photographie : Jean-Claude Vicquery
- Décors : Giuseppe Ponturo
- Musique : Benjamin Britten
- Montage : Anna Ruiz
- Durée : 12 minutes

## Distribution
- Jean-Pierre Malo : Le ministre
- Yves Kerboul : Le conservateur
- Gérard Lecaillon : Fournier
- Thierry Der'ven : Gorichon
- Bob Martet : Richard Bouteloup
- Pierre Trapet : Marcel Testard

## Distinctions
- César du meilleur court métrage en 1994
- Primé aux festivals de Grenoble et Toulouse en 1993
- En compétition au Festival international du court métrage de Clermont-Ferrand[1].

## Commentaires
D'après Le Mensuel du cinéma, le film « fonctionne comme un jeu interactif entre le fictif et le réel ».